# Altus (Arkansas)
Pour les articles homonymes, voir Altus.
La ville américaine d’Altus est située dans le comté de Franklin, dans l’État de l’Arkansas. Sa population s’élevait à 758 habitants lors du recensement de 2010, estimée à 725 habitants en 2016.

## Démographie
| Groupe          | Altus | Arkansas | États-Unis |
| --------------- | ----- | -------- | ---------- |
| Blancs          | 96,3  | 77,0     | 72,4       |
| Asiatiques      | 1,2   | 1,2      | 4,8        |
| Afro-Américains | 0,1   | 15,4     | 12,6       |
| Amérindiens     | 1,1   | 0,8      | 0,9        |
| Métis           | 0,9   | 2,0      | 2,9        |
| Autres          | 0,3   | 3,4      | 6,2        |
| Océaniens       | 0,1   | 0,2      | 0,2        |
| Total           | 100,0 | 100,0    | 100,0      |
| Hispaniques     | 2,8   | 6,4      | 16,7       |

Selon l'American Community Survey, pour la période 2011-2015, 98,12 % de la population âgée de plus de 5 ans déclare parler l'anglais à la maison, 1,38 % l’espagnol et 0,50 % une autre langue.
| 1880 | 1890 | 1900 | 1910 | 1920 | 1930 | 1940 | 1950 |
| ---- | ---- | ---- | ---- | ---- | ---- | ---- | ---- |
| 224  | 469  | 500  | 659  | 709  | 595  | 541  | 431  |

| 1960 | 1970 | 1980 | 1990 | 2000 | 2010 | - | - |
| ---- | ---- | ---- | ---- | ---- | ---- | - | - |
| 392  | 418  | 441  | 433  | 817  | 758  | - | - |

## À noter
La première saison de l’émission de téléréalité The Simple Life, avec Paris Hilton et Nicole Richie, a été tournée à Altus.

## Source
- (en) Cet article est partiellement ou en totalité issu de l’article de Wikipédia en anglais intitulé « Altus, Arkansas » (voir la liste des auteurs).

1. ↑  (en) « Altus, AR Population - Census 2010 and 2000 », sur censusviewer.com.
2. ↑  (en) « Population of Arkansas - Census 2010 and 2000 », sur censusviewer.com.
3. ↑  (en) « Language spoken at home by ability to speak English for the population 5 years and over », sur factfinder.census.gov (consulté le 20 mars 2017).
4. ↑  « Statistiques des États-Unis - Arizona - Profils des comtés de 2010 » (consulté en novembre 2020)